# Stenocercus erythrogaster
Stenocercus erythrogaster är en ödleart som beskrevs av  Hallowell 1856. Stenocercus erythrogaster ingår i släktet Stenocercus och familjen Tropiduridae. Inga underarter finns listade i Catalogue of Life.